# Louda Ben Salah-Cazanas
Louda Ben Salah-Cazanas (* 1988) ist ein französischer Filmregisseur und Drehbuchautor.

## Leben
Louda Ben Salah-Cazanas wurde 1988 geboren. Sein Vater ist Tunesier, seine Mutter Französin. Er wuchs in Lyon auf, wo er Politikwissenschaft studierte. Nach einem Praktikum in der Kulturabteilung der Tageszeitung Libération begann Ben Salah-Cazanas mit dem Filmemachen. Sein Langfilmdebüt The World After Us feierte im Juni 2021 im Rahmen der Berlinale in der Panorama-Sektion seine Weltpremiere und kam im April 2022 in die französischen Kinos.
Bei seiner Heirat nahm Louda Ben Salah-Cazanas den Nachnamen seiner Ehefrau an.

## Filmografie
- 2013: Beau(x) regard(s) (Kurzfilm)
- 2018: Geneva (Kurzfilm)
- 2021: The World After Us (Le monde après nous)

## Auszeichnungen
Crossing Europe
- 2021: Nominierung als Bester Fiction-Film (The World After Us)[6]

International Film Festival Belgrad
- 2022: Auszeichnung mit dem FEST Focus Award (The World After Us)[7]